# Hart Hanson
Hart Hanson (Burlingame, 26 juli 1957) is een Amerikaans scenarioschrijver en filmproducent. Hanson's familie verhuisde naar Canada toen hij nog een kind was. Hij ontving een Bachelor of Arts aan de Universiteit van Toronto en een Master of Fine Arts aan de Universiteit van Brits-Columbia, waar hij ook kort les gaf. Hij is de schepper, uitvoerend producent en schrijver van de populaire televisieserie Bones.

## Filmografie
- African Skies (1991), schrijver.
- Candles, Snow & Mistletoe (1993), schrijver
- Trust in Me (1994), schrijver
- Guitarman (1994), schrijver
- Whale Music (1994), story editor
- Nobody's Business (1995), schrijver
- Expert Witness (2003), uitvoerend producent

### Televisie
- Neon Rider (1991), schrijver
- The Odyssey (1992–1994), schrijver, regisseur, story editor
- Road to Avonlea (1992–1996), schrijver
- Ready Or Not (1993), schrijver
- North of 60 (1994–1996), schrijver
- Street Legal (1994), schrijver
- Trust in Me (1994), producent
- Traders (1996–2000), schrijver, producer
- The Outer Limits (1997), schrijver
- Stargate SG-1 (1997–1999), schrijver
- Cupid (1998–1999), schrijver, producer
- Snoops (1999), producer
- Judging Amy (2000–2003), schrijver, producer
- Joan of Arcadia (2003–2004), schrijver, producer
- Bones (2005–heden), schepper, schrijver, producer
- The Finder (2012), schepper, schrijver, producer

- Biblioteca Nacional de España: XX1501976
- Bibliothèque nationale de France: cb162121369 (data)
- Gemeinsame Normdatei: 137294107
- International Standard Name Identifier: 0000 0000 8160 1764
- Library of Congress Control Number: n2010049129
- Nederlandse Thesaurus van Auteursnamen: 296623520
- Système universitaire de documentation: 126004145
- Virtual International Authority File: 81504620
- WorldCat: E39PBJhCG33qXdMCQb7wdPWCcP